# Pulau Malenge
Pulau Malenge är en ö i Indonesien.   Den ligger i provinsen Sulawesi Tengah, i den norra delen av landet, 1 800 km öster om huvudstaden Jakarta. Arean är 13,4 kvadratkilometer.
Terrängen på Pulau Malenge är platt. Öns högsta punkt är 178 meter över havet. Den sträcker sig 4,0 kilometer i nord-sydlig riktning, och 7,3 kilometer i öst-västlig riktning.